# Babadağ (Muğla)
Babadağ (l'antico Mons Cragus) è una montagna vicino a Fethiye, nella provincia di Muğla, nel sud-ovest della Turchia.
La montagna possiede una vetta principale alta 1.969 metri e una seconda vetta chiamata "Karatepe" ("collina nera" in turco) con un'altitudine di 1.400 metri. Questi due picchi si fronteggiano e sono separati da una valle alluvionale, cosa che ha portato a usare talvolta il termine "catena montuosa" in associazione con il Babadağ. La montagna è composta principalmente di pietra calcarea. È noto per la sua ricca flora, tra cui l'endemico Acer undulatum e le foreste di Cedrus libani.
Il monte è anche degno di nota per la vicinanza della sua vetta al mare (meno di 5 km) che è uno dei fattori che lo rendono particolarmente adatto e popolare per il parapendio.
Il sentiero della Via Licia passa a occidente della montagna.
La salita, che ha una lunghezza totale di 18,4 km con una pendenza media del 10,3%, è stata proposta per la prima volta in ambito ciclistico come arrivo della terza tappa del Giro di Turchia 2023, con la vittoria del kazako Aleksej Lucenko.

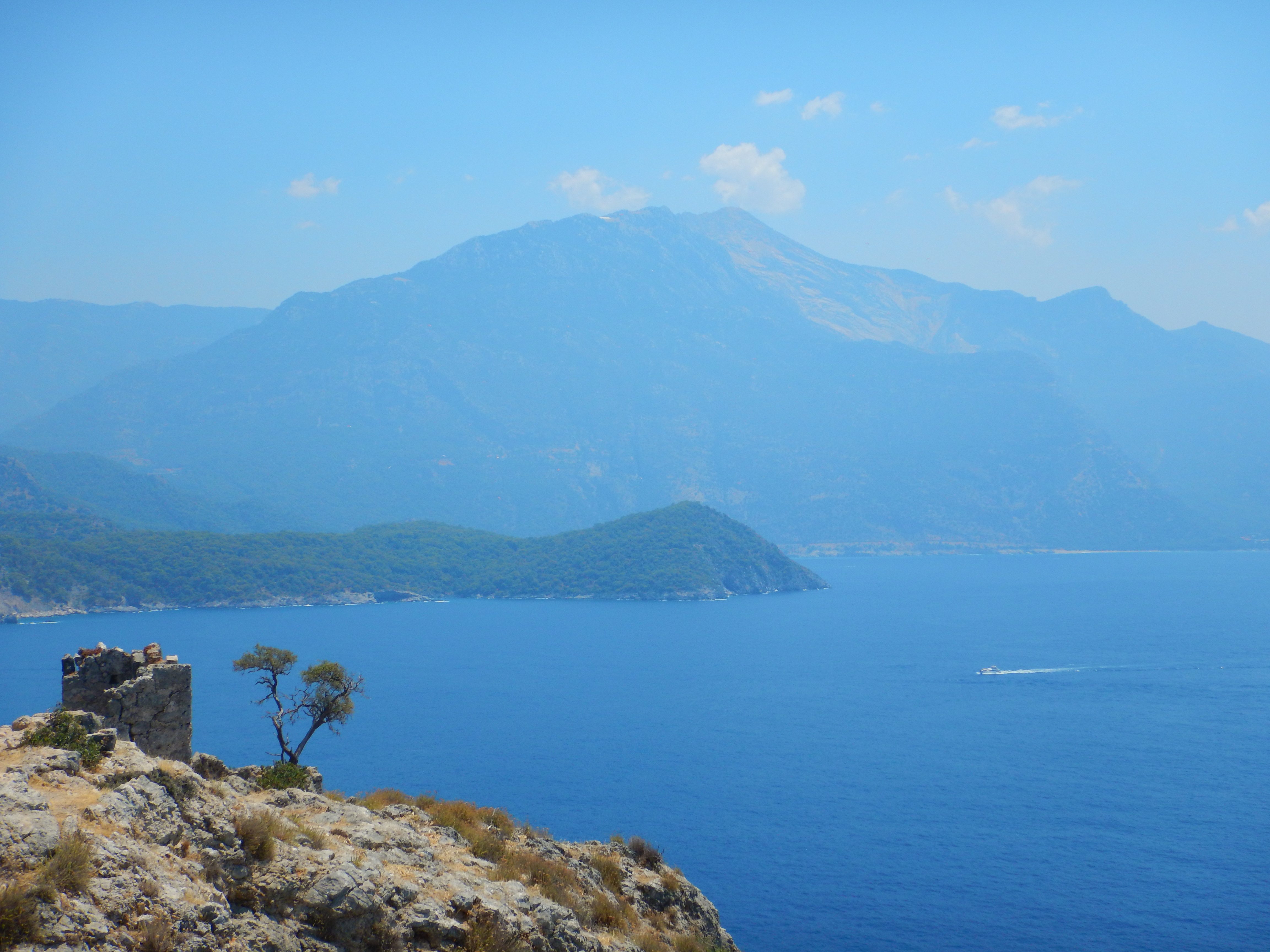
Il Babadağ visto dalla sommità dell'isola di Gemiler